# آلودگی ذرات معلق

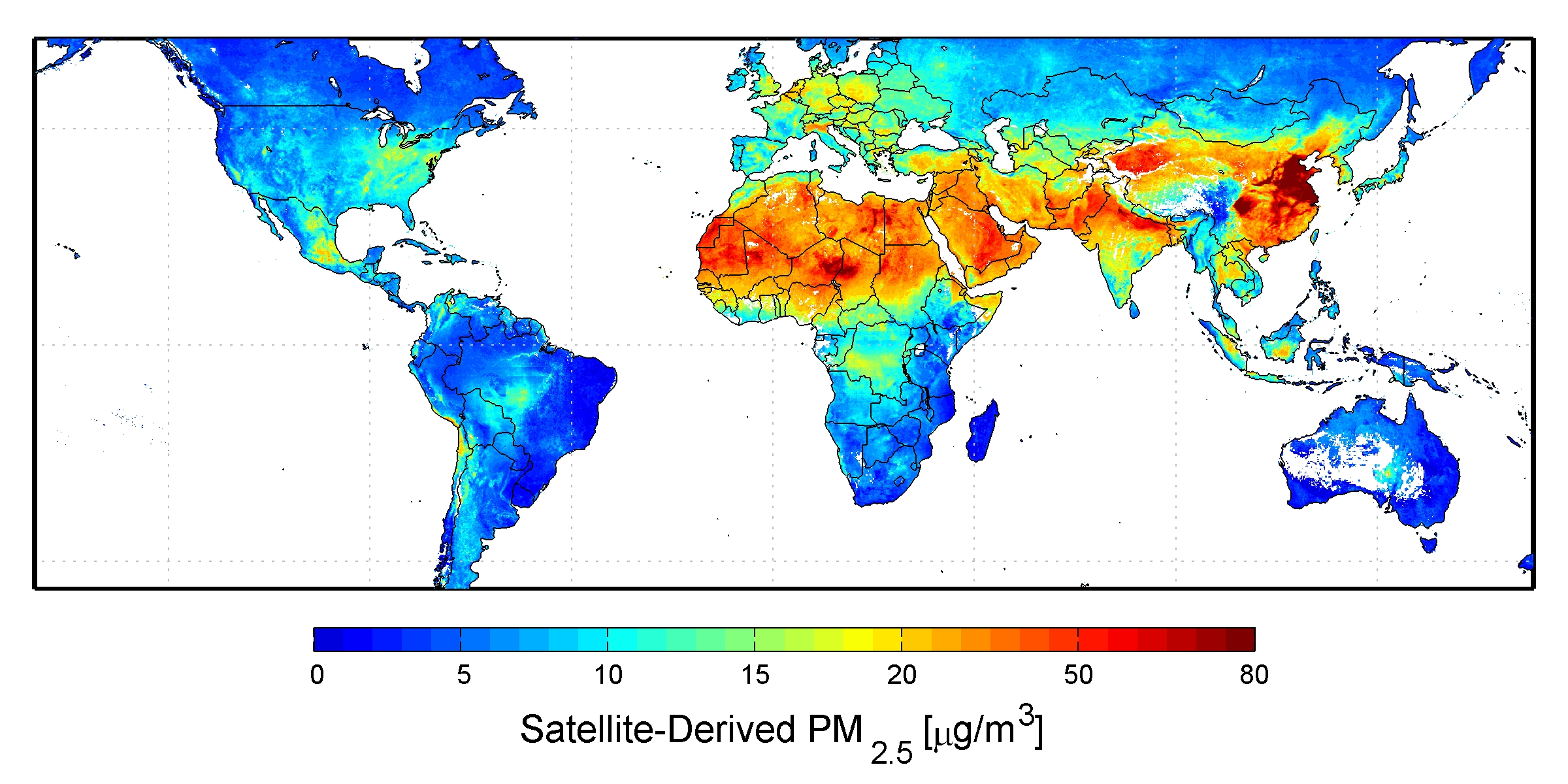
میانگین توزیع جهانی غلظت ذرات معلق (PM۲/۵) (۲۰۰۱–۲۰۰۶).

ذرات معلق یا گرد و غبار موجود در هوا، ذرات دارای جرم (PM) نوعی آلودگی و یکی از مهم‌ترین آلاینده‌های هوا در بسیاری مناطق است؛ PM از ذرات جامد ریز یا قطرات مایع که اندازه‌ای برابر با کسری از ضخامت موی انسان را دارد، تشکیل شده است، که در هوایی که ما تنفس می کنیم شناور هستند. از آن‌جایی که این ذرات بسیار کوچک هستند، نمی‌توانید آن‌ها را به صورت جداگانه ببینید، اما گاهی اوقات می‌توانید ابر غبار آلودی را ببینید که وقتی میلیون‌ها ذره انتشار نور خورشید را تار می‌کنند، قابل مشاهده است.آلودگی ذرات معلق (انگلیسی: Particulate pollution) نوعی آلودگی زیست‌محیطی است که با وجود ذرات معلق در یک محیط ایجاد می‌شود. این نوع آلودگی در سه گروه دسته‌بندی می‌شود: ذرات معلق در جو زمین، زباله‌های دریایی و زباله‌های فضایی. برخی از ذرات به‌طور مستقیم از یک منبع خاص آزاد می‌شوند، در حالی که برخی دیگر در کنش و واکنش‌های شیمیایی در لایه اتمسفر ناشی از منابع طبیعی یا فرآاین ذرات، ریز و جامد هستند که به دلیل فعالیت‌های انسانی مانند معدن، انفجار، حفاری، ساخت و ساز، آتش سوزی و یا پدیده‌های طبیعی مانند آتشفشان‌ها، طوفان‌های گرد و غبار یا امواج دریا به هوای طبیعی اضافه می‌شوند. نگرانی اصلی در ذرات معلق در هوا، آلاینده‌های گرد و غبار موجود در صنایع معدن، حفاری و راه سازی است.یندهای انسانی تولید می‌شوند.
در واقع، هر ذره گرد و غبار و ذرات معلق در هوا با قطر بین یک تا 100 میکرومتر (0٫001 و 0٫1 میلی متر) می‌تواند دید را کاهش داده و باعث تحریک چشم، گوش، بینی، گلو و پوست شود.

تنفس ذرات آلوده می‌تواند برای سلامتی شما مضر باشد. ذرات درشت و بزرگتر به نام PM10 می‌توانند چشم، بینی و گلو را تحریک کنند. گرد و غبار جاده‌ها، مزارع، بسترهای خشک رودخانه‌ها، کارگاه‌های ساختمانی و معادن از انواع PM10 هستند. ذرات ریز و کوچکتر به نام PM2.5 خطرناک‌تر هستند زیرا می‌توانند به قسمت‌های عمیق‌تر ریه‌ها یا حتی خون وارد شوند. آلودگی ذرات می‌تواند هر کسی را تحت تاثیر قرار دهد، اما برخی افراد را بیشتر از دیگران آزار می‌دهد.
1- ذرات درشت قابل استنشاق (PM 10) مانند ذرات معلقی که در مجاورت جاده‌ها یا صنایع مولد غبار یافت می‌شوند و قطرشان بزرگتر از 2.5 میکرون و کوچکتر از 10 میکرون است.
2- ذرات ریز (PM 2.5) مانند ذرات معلقی که در دود و مه‌دود یافت می‌وند و قطرشان 2.5 میکرون یا کمتر است. این ذرات یا به طور مستقیم از منابعی مانند آتش‌سوزی‌های جنگلی وارد هوا می‌شوند یا در نتیجه واکنش گازهای خروجی از نیروگاه‌ها، صنایع و خودروها در هوا شکل می‌گیرند.

## میانگین توزیع جهانی غلظت ذرات معلق
ذرات معلق در اتمسفر، همچنین به عنوان ذرات پی‌ام ۲/۵ (ذراتی با قطر ۲/۵ میکرون یا کمتر) نیز شناخته می‌شوند، اینگونه ذرات جامد معلق در مایع یا یک گاز، معمولاً در جو زمین وجود دارند. ذرات موجود در اتمسفر را بسته به نوع انتشار آنها می‌توان به دو نوع تقسیم کرد: ذرات اولیه مانند گرد‌ و غبار معدنی که در جو منتشر می‌شوند. ذرات ثانویه مانند نیترات آمونیوم در جو که از طریق گاز تبدیل به ذرات می‌شوند.

### منشأ ذرات معلق
این ذرات، ریز و جامد هستند که به دلیل فعالیت‌های انسانی مانند معدن، انفجار، حفاری، ساخت و ساز، آتش سوزی و یا پدیده‌های طبیعی مانند آتشفشان‌ها، طوفان‌های گرد و غبار یا امواج دریا به هوای طبیعی اضافه می‌شوند. نگرانی اصلی در ذرات معلق در هوا، آلاینده‌های گرد و غبار موجود در صنایع معدن، حفاری و راه‌سازی است. به عبارتی دیگر، برخی از ذرات به‌طور طبیعی از آتشفشان‌ها، طوفان‌های گرد و غبار، آتش‌سوزی جنگل‌ها و علف‌زارها یا پوشش گیاهی زنده در دریا نشأت می‌گیرند. فعالیت‌های انسانی، مانند سوزاندن سوخت‌های فسیلی در وسایل نقلیه، سوزاندن چوب، سوزاندن کاه (به جای مانده از گندم، جو، برنج…)، در اثر کار نیروگاه‌ها، گرد و غبار جاده‌ها، برج‌های خنک‌کننده رطوبتی در سیستم‌های خنک‌کننده و فرآیندهای مختلف صنعتی نیز مقادیر قابل‌ توجهی ذرات را تولید می‌کنند. احتراق زغال‌سنگ در کشورهای در حال توسعه نیز روش ابتدایی برای گرم‌ کردن خانه‌ها و تأمین انرژی است. از طرفی ترکیبات نمک موجود بر روی اقیانوس‌ها به‌طور عمده رایج‌ترین شکل ذرات در جو را تشکیل می‌دهند. آئروسل‌های انسانی شامل قطرات مایع کوچک و ذرات جامد جوی که ناشی از منابع طبیعی و انسانی می‌باشند در حال حاضر حدود ۱۰ درصد از کل ذرات معلق در جو را تشکیل می‌دهند.

### احتراق خانگی و دود
آلودگی ناشی از احتراق خانگی، عمدتاً بوسیله سوختن چوب، گاز و زغال در فعالیت‌های گرمایشی، پخت و پز، کشاورزی و آتش‌سوزی‌های جنگلی ایجاد می‌گردد. آلاینده‌های اصلی خانگی حاوی ۱۷ درصد دی‌اکسید کربن، ۱۳ درصد مونوکسید کربن، ۶ درصد مونوکسید نیتروژن، هیدروکربن‌های آروماتیک چندحلقه‌ای و ذرات ریز و فوق‌ریز را تشکیل می‌دهند.

### ذرات اولیه معلق در هوا
این ذرات معلق در هوا به طور مستقیم توسط بسیاری از منابع انسانی و طبیعی در جو منتشر می‌شوند. در حقیقت منابع اولیه این ذرات به خودی خود باعث آلودگی این ذرات می‌شوند.

### ذرات ثانویه معلق در هوا
این دسته از ذرات معلق در هوا در اثر واکنش‌های فیزیکی و شیمیایی سایر آلاینده‌ها ایجاد می‌شوند. منابع ثانویه گازهایی را آزاد می‌کنند که می‌توانند ذرات را تشکیل دهند. نیروگاه‌ها و سوختن زغال سنگ نمونه‌هایی از منابع ثانویه هستند.

### ذرات معلق به صورت مجدد
پس از ته نشین شدن، ذرات معلق می‌توانند به عنوان مثال از طریق باد یا اختلال در ترافیک جاده‌ها در مناطق شهری مجدداً به هوا برگردند.
آلاینده‌های گرد و غبار موجود در هوا جامداتی هستند که ذاتاً میکروسکوپی و نانوسکوپی هستند و در جو زمین معلق می‌شوند. این ذرات جامد با منشأهای مختلف از معدن، حفاری و فعالیت‌های راه‌سازی برای سلامت انسان خطرناک هستند. ترکیبات شیمیایی و اندازه ذرات این انواع مختلف آلاینده‌های گرد و غبار موجود در هوا، میزان آسیب را در انسان تعیین می‌کند. هرچه ذرات کوچک‌تر باشند، عمیق‌تر می‌توانند به سیستم تنفسی نفوذ کنند و تنفس آن‌ها خطرناک‌تر است. ذرات درشت قابل استنشاق ذراتی در محدوده 2٫5 میکرون تا 10 میکرون هستند که معمولاً به عنوان PM10 - PM2.5 شناخته می‌شوند. ذرات ریز در دود و مه ناشی از فعالیت‌هایی مانند انفجار که از مواد منفجره استفاده می‌کنند، هستند و اندازه آن‌ها تا 2٫5 میکرون است و به عنوان PM 2.5 شناخته می‌شوند. برای درک این موضوع، این ذرات 100 برابر نازک‌تر از موهای انسان هستند.

خطرات آلاینده‌های گرد و غبار و ذرات معلق در هوا چیست؟
تنفس ذرات آلوده می‌تواند برای سلامتی شما مضر باشد. ذرات درشت و بزرگتر به نام PM10 می‌توانند چشم، بینی و گلو را تحریک کنند. گرد و غبار جاده‌ها، مزارع، بسترهای خشک رودخانه‌ها، کارگاه‌های ساختمانی و معادن از انواع PM10 هستند. ذرات ریز و کوچکتر به نام PM2.5 خطرناک‌تر هستند زیرا می‌توانند به قسمت‌های عمیق‌تر ریه‌ها یا حتی خون وارد شوند. آلودگی ذرات می‌تواند هر کسی را تحت تاثیر قرار دهد، اما برخی افراد را بیشتر از دیگران آزار می‌دهد.
افرادی که به احتمال زیاد اثرات سلامتی ناشی از آلودگی ذرات را تجربه می‌کنند عبارتند از کسانی که در گروه‌های زیر قرار می گیرند:
- افراد مبتلا به بیماری‌های قلبی یا ریوی (به عنوان مثال آسم)
- افراد مسن
- نوزادان و کودکان

اگر آسم دارید، آلودگی ذرات می تواند علائم شما را بدتر کند. در روزهایی که سطح آلودگی بالا است، برنامه مدیریت آسم خود را با دقت دنبال کنید. علائم مربوط به آلودگی ذرات معلق در هوا نیز به شکل‌های زیر خود را نشان می‌دهند:
- سوزش چشم
- تحریک ریه و گلو
- مشکل در تنفس
- سرطان ریه
- مشکلات نوزادان هنگام تولد (مثلاً وزن کم هنگام تولد)
- اگر بیماری قلبی دارید، تنفس ذرات معلق در هوا می‌تواند باعث مشکلات جدی مانند حمله قلبی شود. علائم در این حالت عبارتند از:
- درد یا گرفتگی قفسه سینه
- ضربان سریع قلب
- احساس تنگی نفس

## زباله‌های دریایی
زباله‌ها و آئروسل‌های دریایی به ذرات معلق و رسوبات موجود در آبهای سطح زمین گفته می‌شود. ذرات جامد معلق در آب نوعی آلوده‌کننده آب محسوب می‌شوند و اندازه‌گیری کیفیت آنها نیز به عنوان یک آلاینده معمولی بر اساس قانون مربوط به استاندارد «آب تمیز» ایالات متحده تعریف شده‌است.

## https://b.fdrs.ir/c
- Top Ten Dust Control Techniques List, Alaska.gov
- پرونده‌های رسانه‌ای مربوط به Particulate pollution در ویکی‌انبار

- مشارکت‌کنندگان ویکی‌پدیا. «Particulate pollution». در دانشنامهٔ ویکی‌پدیای انگلیسی، بازبینی‌شده در ۲۹ مه ۲۰۲۲.

https://b.fdrs.ir/c